# ジャムシド・イスカンデロフ
ジャムシド・マフムードヴィチ・イスカンデロフ（ウズベク語: Жамшид Махмудович Искандаров、1993年10月16日 - ）は、ウズベキスタンのサッカー選手。ウズベキスタン代表。ポジションはMF。
Kリーグ時代の登録名はイスカンデロフ（ハングル: 이스칸데로프）。

## クラブ歴
2011年5月28日にPFCディナモ・サマルカンドで選手となった。2012年からFCパフタコール・タシュケントで出場を重ね、2014年は5月と10月にリーグの月間最優秀選手賞を受賞した。2015年3月6日には前年のリーグ年間最優秀選手賞に選出された。

## 代表歴
2013年9月6日に行われた2014 FIFAワールドカップ・アジア5次予選のヨルダン代表戦で代表初出場。2014年12月25日に行われたイラク代表との親善試合で代表初得点。